# Caluma
Caluma è una parrocchia urbana dell'Ecuador, capoluogo dell'omonimo cantone, nella provincia di Bolívar.